# Allogymnopleurus zavattarii
Allogymnopleurus zavattarii är en skalbaggsart som beskrevs av Müller 1941. Allogymnopleurus zavattarii ingår i släktet Allogymnopleurus och familjen bladhorningar. Inga underarter finns listade i Catalogue of Life.